# كريبتون
الكريبتون عنصرٌ كيميائي رمزه Kr وعدده الذرّي 36؛ وهو ينتمي إلى مجموعة الغازات النبيلة في الجدول الدوري. يوجد هذا العنصر في الشروط القياسية من الضغط ودرجة الحرارة على هيئة غاز عديم اللون والرائحة والمذاق، وهو قليل الوفرة في الطبيعة، إذ توجد منه مجرّد آثار نزرة في غلاف الأرض الجوّي. في مجموعة الغازات النبيلة تقع قيم الخواص الفيزيائية للكريبتون، مثل الكثافة ونقطتا الانصهار والغليان، وسطاً بين قيمتي غاز الآرغون الأخفّ وغاز الزينون الأثقل. الكريبتون غاز أحادي الذرّة، وهو خامل كيميائياً؛ ولا يتشكّل منه إلّا عددٌ ضئيلٌ من المركّبات الكيميائية.
اكتشف العالمان وليام رامزي وموريس ترافرس هذا العنصر سنة 1898 من عملية التقطير التجزيئي للهواء المسيّل، وأسمياه بالكريبتون، والتي يعود أصلها إلى الكلمة الإغريقية κρυπτός (كريبتوس)، والتي تعني «مخفي». يُستخدَم الكريبتون مثل الغازات النبيلة الأخرى في مجال الإضاءة في ملء المصابيح الفلورية والمتوهّجة؛ وكذلك في مجال ليزر الغاز (الليزر الأيوني وليزر الإكسَيْمَر)، كما أنّ ليزر فلوريد الكريبتون وسط ليزري ذو استخدامات مفيدة.

## التاريخ

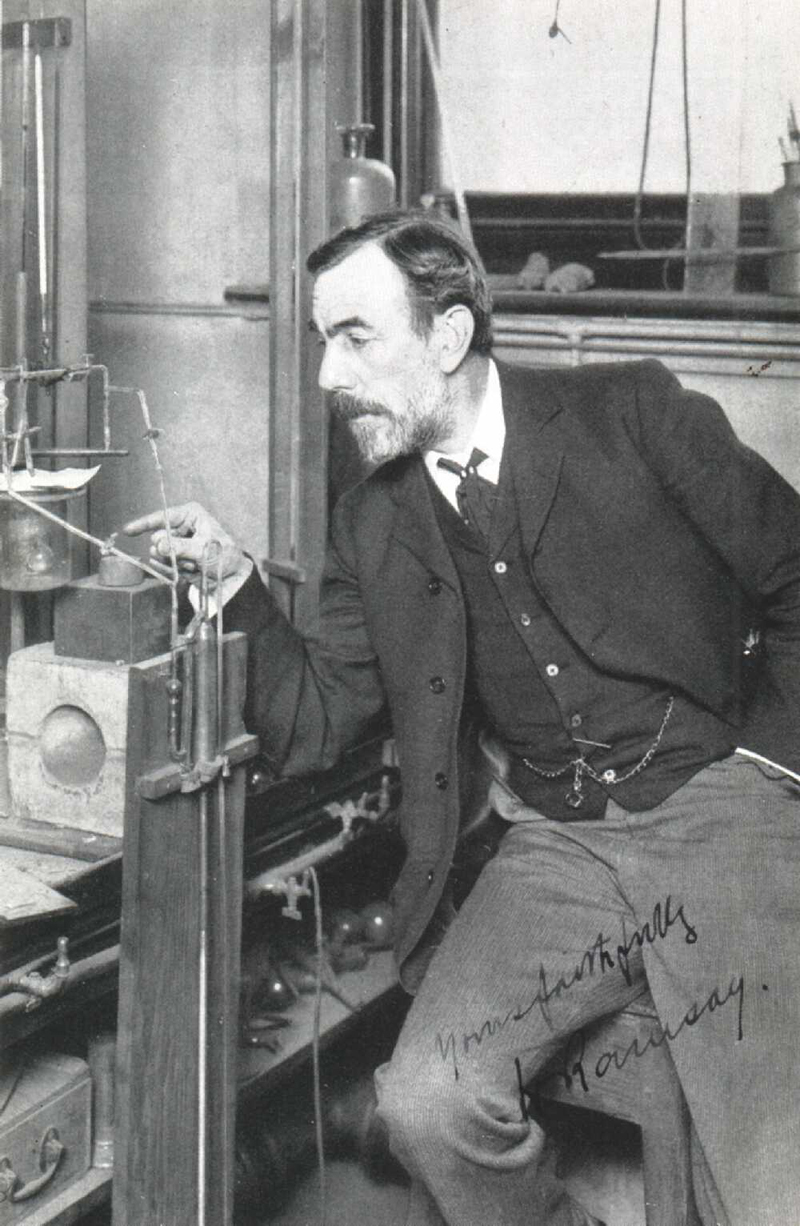
وليام رامزي

قادت أبحاث وليام رامزي مع مساعده موريس ترافرس إلى اكتشاف عنصر الكريبتون في سنة 1898، وذلك عندما قاما بتحليل المتبقّي من عملية تقطير مكوّنات الهواء المسيَّل الأخرى؛ فوجدا خطوطاً طيفية صفراء وخضراء غير معروفة مسبقاً، فأدركا أنّها تعود إلى عنصر جديد، وأسمياه «كريبتون»، والتي يعود أصلها إلى الكلمة الإغريقية κρυπτός، والتي تعني «مخفي». وبنفس الأسلوب تمكّن العالمان نفسهما من اكتشاف عنصر النيون لاحقاً بعد عدّة أسابيع. مُنحَ وليم رامزي جائزة نوبل في الكيمياء سنة 1904 تقديراً لإنجازاته في اكتشاف الغازات النبيلة، من ضمنها الكريبتون. أُجريَت عدّة محاولات منذ منتصف القرن العشرين من أجل تحضير مركّبات كيميائية للكريبتون، ففي سنة 1962 عرض الكيميائي أرستيد فون غروسه  مركّباً للكريبتون، والذي خمّن أنّه رباعي فلوريد الكريبتون، ليتّضح فيما بعد أنّه ثنائي فلوريد الكريبتون.
قي سنة 1960 عرّفَ المكتب الدولي للأوزان والمقاييس قيمة المتر بأنّها تعادل 1,650,763.73 ضعفاً من قيمة طول الموجة الموافق لإشعاع النظير كريبتون-86 في الفراغ بين المستويين 2p10 و 5d5. وبذلك حلّ هذا التعريف حينذاك مكان قضيب المتر الأصلي، والمصنوع من سبيكة بلاتين-إريديوم، والذي كان طوله محدّداً لطول المتر منذ سنة 1889؛ كما أدّى ذلك التعريف أيضاً إلى نسخ تعريف الأنغستروم العائد إلى سنة 1927 والمعتمِد على الخطّ الطيفي الأحمر للكادميوم. استمرّ الاعتماد بتعريف المتر على الكريبتون-86 إلى سنة 1983، عندما تغيّر تعريف المتر ليصبح معتمداً على سرعة الضوء.

## الوفرة الطبيعية
احتفظت الأرض بمعظم الغازات النبيلة التي كانت موجودةً أثناء تشكّلها، ما عدا الهيليوم. ولكن بالرغم من ذلك، يصنّف الكريبتون ضمن العناصر النادرة في الأرض. إذ يبلغ تركيزه في غلاف الأرض الجوّي حوالي 1 جزء في المليون (ppm)؛ ويمكن استحصال تلك الكمّيّة من خلال عملية التقطير بالتجزئة. أمّا نسبته في غلاف الأرض الصخري فتبلغ 1.9 . 10−5  جزءاً في المليون.
لا تُعرَف كمّيّة الكريبتون في الفضاء بدقّة، لأنّ القياسات مشتقّة من النشاط النيزكي والريح الشمسية؛ ولكنّ القياسات الأوّلية اقترحت أنّ الكريبتون موجودٌ بكمّيّات وفيرةٍ في الفضاء؛ والتي يمكن مقارنتها بوفرة الليثيوم أو الغاليوم أو السكانديوم. وُجدَ أيضاً أنّ نسبة الكريبتون إلى الهيدروجين هي نسبةٌ ثابتةٌ في الكون؛ وذلك يشير إلى أنّ الوسط بين النجمي قد يكون غنيّاً بالكريبتون. هناك دلائلٌ تشير إلى وجود كمّيّات وفيرةٍ من الكريبتون في الأقزام البيضاء، وهي تبلغ حوالي 450 ضعف كمّيّتها في الشمس؛ ولكن لا توجد تفسيرات حاليّة توضّح ارتفاع وفرة الكريبتون في تلك الأجرام.

## الإنتاج
يُستحصَل على الكريبتون حصراً من خلال عملية التقطير بالتجزئة للهواء وفق عملية ليندة. أثناء عملية الفصل بين الأكسجين والنتروجين يتركّز الكريبتون والزينون في قطفة الأكسجين السائل نظراً لارتفاع كثافَتِهما، ويتجمّعان أسفل عمود التجزئة. يُضَخّ المزيج إلى عمود تنقية آخر منفصل، والذي يُخَصَّب محتواه من الكريبتون والزينون بمقدار 0.3%؛ وعندها يحتوي مُرَكَّزُ الكريبتون-زينون السائل بالإضافة إلى الأكسجين على كمّيّات من الهيدروكربونات الخفيفة مثل الميثان، وكذلك نسبة ضئيلة من مركّبات مُفَلوَرة مثل سداسي فلوريد الكبريت أو رباعي فلورو الميثان؛ بالإضافة إلى آثارٍ نزرةٍ من ثنائي أكسيد الكربون وأكسيد النيتروز.
يُتخَلّص من الميثان وأكسيد النتروز من خلال حرقهما على حفّاز من البلاتين أو البالاديوم عند الدرجة 500 °س إلى ثنائي أكسيد الكربون والماء والنتروجين، والتي يمكن التخلّص منها بعملية امتزاز على منخل جزيئي. أمّا بالنسبة للمركّبات الفلورية فيُتَخلّص منها بالإشعاع بالأمواج المكروئية، ممّا يؤدّي إلى انفصام ذرّات الفلور، والتي تُلتَقط في مزيجٍ قلوّيٍ من هيدروكسيد الصوديوم وهيدروكسيد الكالسيوم. بعد عملية التنقية الأولية تلك، يُحوَّل مزيج الكريبتون والزينون إلى عمود تقطير بالتجزئة، ممّا يؤدّي إلى تجمّع الزينون في الأسفل، في حين يَتكثّف الكريبتون أعلى العمود وينفصل عن الأكسجين ويُجَمّع في أسطوانات غازية للتخزين.

## النظائر
للكريبتون 32 نظيراً بالإضافة إلى عشرة مُصاوِغات نووية. يتألّف الكريبتون الموجود طبيعياً في الغلاف الجوّي للأرض من خمسة نظائر مستقرّة (80Kr و82Kr و83Kr و84Kr و86Kr)، بالإضافة إلى وجود النظير المشعّ كريبتون-78 78Kr، والذي يمتلك عمر نصف طويل نسبياً مقداره 9.2×1021 سنة، بشكلٍ يمكن اعتباره مستقرّاً. فالنظير كريبتون-78 78Kr يمتلك ثاني أطول عمر نصف معروف بين النظائر التي اضمحلالها مراقَبٌ ومعروف، فهو يضمحلّ وفق نمط التقاط إلكترون مضاعف إلى النظير سيلينيوم-78 78Se. من بين النظائر المستقرّة لهذا العنصر يعدّ النظير كريبتون-84 84Kr الأكثر وفرةً بنسبة 57%، يليه كريبتون-84 84Kr بنسبة 17.3%، ثمّ النظير كريبتون-82 82Kr بنسبة 11.58%، ثمّ النظير كريبتون-83 83Kr بنسبة 11.49%؛ في حين أنّ النظيرَين كريبتون-80 80Kr وكريبتون-78 78Kr يمتلكان النسبة الأقلّ من وفرة النظائر، وذلك بمقدار 2.28% و0.35%، على الترتيب.
للكريبتون أيضاً نظائر غير مستقرّة ومصاوغات نووية، وهي معروفة ومدروسة. توجد آثارٌ من النظير كريبتون-81 81Kr في الطبيعة، وهو يُصنّف ضمن النويدات الكونية التي نشأت من تعرّض النظير كريبتون-80 80Kr للأشعّة الكونية، ويبلغ عمر النصف له مقدار 230 ألف سنة. على الرغم من أنّ الكريبتون غاز ومن الصعب انحلاله في الماء القريب من سطح الأرض، إلّا أنّ النظير كريبتون-81 يُستخدَم من أجل التأريخ الإشعاعي لعيّنات المياه الجوفية. يعدّ النظير كريبتون-85 85Kr نظيراً مشعّاً لغازٍ نبيلٍ خاملٍ، وهو يَنتجُ من الانشطار النووي لليورانيوم والبلوتونيوم، مثلما يحدث عن اختبار القنابل والمفاعلات النووية؛ كما يتحرّر الكريبتون-85 85Kr من إعادة معالجة الوقود النووي. وُجدَ أنّ تركيز هذا النظير في القطب الشمالي أعلى بحوالي 30% من تركيزه في القطب الجنوبي.

## الخواص الفيزيائية

تكون البنية البلورية للكريبتون الصلب على نمط مكعّب

يوجد الكريبتون في الشروط القياسية من الضغط ودرجة الحرارة على هيئة غاز أحادي الذرّة عديم اللون والرائحة والمذاق. يتكثّف غاز الكريبتون عند الدرجة 121.2 كلفن (−152 °س)، ويتجمّد عند 115.79 كلفن (−157,36 °س). وكما هو الحال مع أغلب الغازات النبيلة، يتبلور الكريبتون الصلب وفق نظام بلّوري مكعّب، يكون فيه لثابت الشبكة البلّورية a قيمةٌ مقدارها  = 572 بيكومتر.
تبلغ كثافة الكريبتون مقدار 3.749 كغ/م³ عند الدرجة 0 °س وضغط 1013 هكتوباسكال، لذلك فإنّ الكريبتون أكثف من الهواء. تقع النقطة الثلاثية في مخطط الأطوار عند الدرجة 115.76 كلفن وضغط 0.7315 بار؛ أمّا النقطة الحرجة فهي عند −63.75 °س و5.5 ميغاباسكال؛ في حين أنّ الكثافة الحرجة تبلغ 0.909 غ/سم³. يمكن أن ينحلّ من الكريبتون في الماء عند الدرجة 0 °س مقدارٌ أعظمي يبلغ 110 مل. يتميّز الكريبتون بأنّ لديه بصمة طيفية مميّزة، إذ لديه عدّة خطوط انبعاث طيفية واضحة، أبرزها وأقواها الأخضر والأصفر.

## الخواص الكيميائية

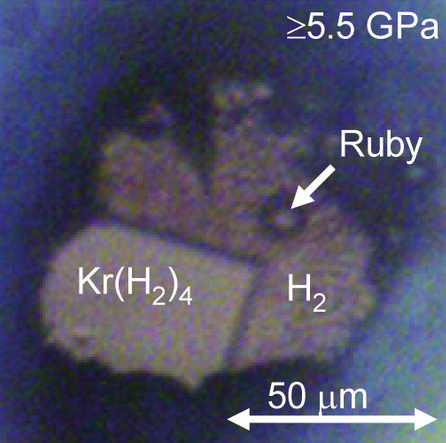
أجسام صلبة من Kr(H_{2})_{4} وH_{2} متشكّلة داخل خلية سندان ألماسي، مع وجود كرة من الياقوت (Ruby) من أجل معايرة الضغط.

كما هو الحال مع باقي الغازات النبيلة فإنّ الكريبتون خامل كيميائياً، ويعود السبب في ذلك إلى اكتمال غلاف التكافؤ بالإلكترونات (توزيع الغاز النبيل)، لذلك فهو يوجد بحالة غاز أحادي الذرّة. أجرِيَت عدّة محاولات من أجل تحضير مركّبات كيميائية للغازات النبيلة، ومن ضمنها الكريبتون؛ إذ لم يكن يُعرَف حتى ستّينيات القرن العشرين أيّ مركّب لها. ولكن بعد إعلان أوّل اصطناع ناجح لمركّب للزينون في سنة 1962، أُعلِنَ في السنة التالية اصطناع أوّل مركّب للكريبتون، والذي اعتُقِدَ في البداية أنّه رباعي فلوريد الكريبتون؛ ليتّضِحَ لاحقاً أنّه كان تحديداً خاطئاً للبينة، وأنّ المركّب المُصطَنع هو ثنائي فلوريد الكريبتون KrF2.
يُحضَّر المركَب المذكور تحت شروطٍ قاسية، إذ يخضع الكريبتون للتفاعل التالي مع عنصر الفلور:
{\displaystyle \mathrm {Kr\ +\ F_{2}\longrightarrow \ KrF_{2}} }
على العكس من ثنائي فلوريد الزينون، فإنّ ثنائي فلوريد الكريبتون مركّب غير مستقرّ من الناحية الديناميكية الحرارية. يُجرى تفاعل التحضير عند درجات حرارة منخفضة، وفيه تتشكّل جذور حرّة من الفلور إمّا بالتعريض إلى الأشعّة فوق البنفسجية أو القذف بالبروتونات أو بالتفريغ الكهربائي.

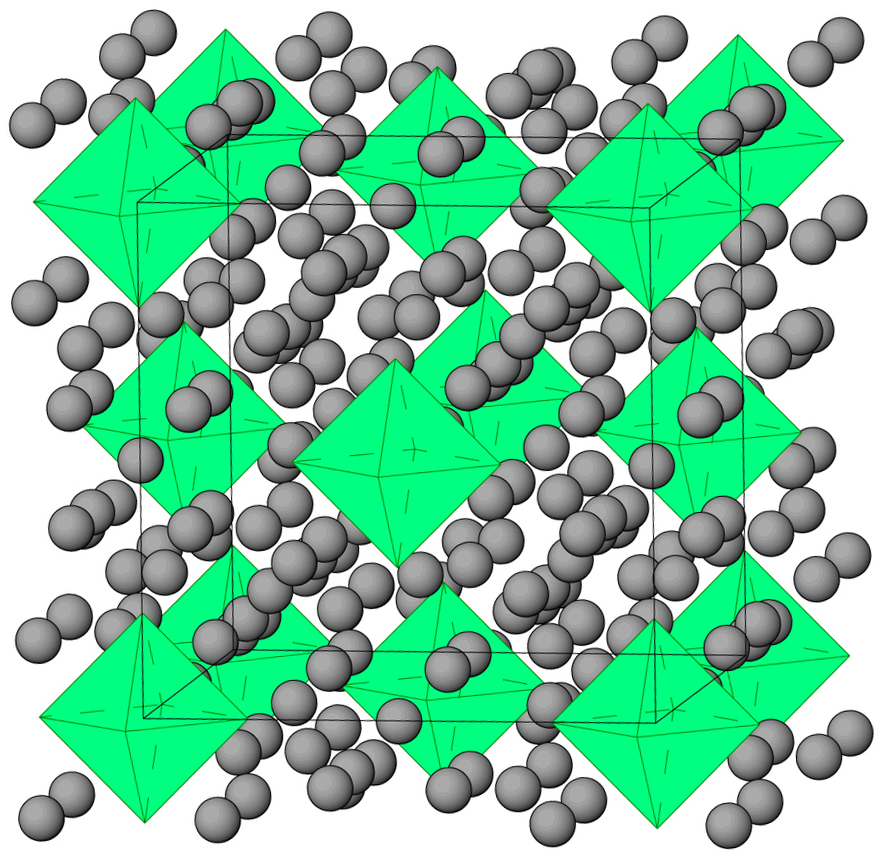
بنية Kr(H_{2})_{4}، حيث تحاط ثمانيات السطوح من الكريبتون (باللون الأخضر) بجزيئات هيدروجين عشوائية التوجّه.

يعدّ ثنائي فلوريد الكريبتون أشهر مركّبات هذا العنصر؛ ولكن بالرغم من ذلك هناك تقارير وأبحاث عن مركّبات أخرى للكريبتون مع ذرّات غير الفلور. إذ يوجد هناك تقريرٌ غير متحقّق منه بالشكل الكافي عن تشكيل ملح من الباريوم لحمض أكسجيني للكريبتون. من جهةٍ أخرى، أُجرِيَت أبحاثٌ على وجود أيونات متعدّدة الذرات من الكريبتون مع الآرغون +ArKr والهيدروجين +KrH؛ كما أنّ هناك دلائل على وجود تلك الأيونات مع الزينون +KrXe.
يعطي تفاعل KrF2 مع مركّب B(OTeF5)3 مركّباً وسطياً غير مستقرّ صيغته
Kr(OTeF5)2، والذي يحوي على رابطة كيميائية بين الأكسجين والكريبتون؛ كما توجد رابطة بين الكريبتون والنتروجين في كاتيون +[HC≡N–Kr–F]، والمستحصَل من تفاعل KrF2 مع -[AsF6]+[HC≡NH] تحت الدرجة −50 °س. بيّنت تقاريرٌ أخرى أنّ مركَّبي سيانيد هيدريد الكريبتون HKrCN وهيدرو كريبتو الأسيتيلين HKrC≡CH مستقرَّين تحت الدرجة 40 كلفن.
يمكن لبلّورات هيدريد الكريبتون Kr(H2)4 أن تنمو تحت ضغوط مرتفعة تتجاوز 5 غيغاباسكال، ووجد أنّ لها بنية بلورية مكعّبة مركزية الوجوه، تحاط فيها ثمانيات السطوح من الكريبتون بجزيئات هيدروجين عشوائية التوجّه. كما يمكن للكريبتون أن يشكّل عدداً من المركّبات القفصية ، مثلما هو الحال مع الهيدروكينون، بحيث أنّ المركّب القفصي للكريبتون فيه يكون مستقرّاً بشكلٍ كافٍ لاحتجاز الكريبتون لفترةٍ طويلةٍ نسبياً. كما يُعرَف أيضاً المركّب القفصي للكريبتون في سكّر حلقي الدكسترين قليل التعدّد.

## الاستخدامات

### في مجال الليزر
يعطي الكريبتون قدرة إضاءة أعلى من النيون في مجال الخطّ الطيفي الأحمر، ولهذا السبب، فإنّ مصادر الليزر الأحمر مرتفعة الشدّة والمستخدَمة في العروض عادةً ما تكون ليزر كريبتون، مع وجود مرايا تساعد على التضخيم؛ إذ أن ليزر الهيليوم أو النيون تكون غير قادرةً على تحقيق ذلك.
يعدّ ليزر فلوريد الكريبتون نوعاً خاصاً من ليزر إكسيمر وله تطبيقات مهمّة. يمتصّ غاز الكريبتون في هذا النوع من الليزر الطاقةَ من المصدر، ممّا يدفع جزيئات غاز الكريبتون للتفاعل مع جزيئات غاز الفلور الموجودة في الوسط، ممّا يؤدّي إلى تشكّل جزيء مثار من KrF:
{\displaystyle {\ce {2Kr + F2 -> 2KrF}}}
وهو معقّد غير مستقرّ، ويتفكّك بشكل تلقائي إلى مكوّناته:
{\displaystyle {\ce {2 KrF -> 2 Kr + F2}}}
وأثناء عملية التفكّك تلك يصدر ذلك الجزيء المثار الطاقةَ عند طول موجة مقداره 248 نانومتر، وذلك بالقرب من مجال طيف الأشعّة فوق البنفسجية. من التطبيقات التي يدخل فيها ليزر فلوريد الكريبتون استخدامه من أجل تتبّع مسارات التفاعلات النووية، نظراً لارتفاع انتظام حزمة الليزر، ولقصر طولها الموجي، ولإمكانية تغيير حجم الحزمة.

### في مجال الأبحاث والتصوير الطبي
- في مجال فيزياء الجسيمات التجريبي يُستخدَم الكريبتون السائل من أجل بناء مِسعَر كهرومغناطيسي شبه متجانس؛[44] ومن الأمثلة على ذلك المِسعَر المُنَشأ في تجربة NA48 في مركز المنظمة الأوروبية للأبحاث النووية [ملاحظة 3].[45]
- للنظير كريبتون-83 تطبيق في مجال التصوير بالرنين المغناطيسي [ملاحظة 4] للسبل التنفسية؛ إذ أنّه يمكن خاصّةً من التمييز بين الأسطح الكارهة والمحبّة للماء.[46]
- يعدّ مزيج الكريبتون 30% مع الزينون 30% الداخل في تركيب غاز التنفس المُستخدَم من أجل تقييم عملية التنفّس الموضعي في التصوير المقطعي المحوسب [ملاحظة 5] ذا أفضليةٍ على استخدام غاز الزينون لوحده لتلك العملية.[47]
- يُستخدَم المصاوغ النووي كريبتون-m81 في مجال الطبّ النووي من أجل اختبار نسبة التهوية إلى التروية، وفيه يُستنشَق ويُصوّر بواسطة كاميرا أشعّة غامّا.[48]

### في مجال الإضاءة
يعطي التفريغ الكهربائي للمصابيح الحاوية على غاز الكريبتون لوناً أبيض، لذلك فإنّ له تطبيقات مختلفة في مجال الإضاءة. إذ يُستخدَم الكريبتون في مجال التصوير الفوتوغرافي للحصول على مصدر لضوء أبيض. كما يضاف هذا العنصر مع الزئبق في بعض الأحيان لكي تصبح اللافتات المضيئة أكثر توهّجاً؛ كما يُمزَج مع الآرغون في المصابيح الفلورية الموفّرة للطاقة؛ وكذلك مع الزينون من أجل التخفيف من تبخّر الوشيعة في المصابيح المتوهّجة ومن أجل التقليل من درجة حرارة التشغيل.

### متفرقات
- يُستخدَم وجود النظير كريبتون-85 في الغلاف الجوّي من أجل تتبّع الأنشطة النووية في عددٍ من الدُوَل؛[52][53] إذ ينطلق ذلك النظير إلى الغلاف الجوّي للأرض من عمليّات الانشطار النووي للبلوتونيوم.
- يُستخدَم الكريبتون أحياناً في مجال عزل ألواح النوافذ.[54]
- يدخل الكريبتون مادّةً دافعةً ضمن محرّك الدفع العامل بتأثير هول في أقمار ستارلنك [ملاحظة 6].[55]
- يُستخدَم الكريبتون نظراً لخموله الكيميائي في ملء حجرة عددٍ من الأجهزة الحسّاسة، مثل عدّاد غايغر والعدّاد الوميضي وأجهزة قياس إلكترونية أخرى.[18]

## المخاطر
لا يعدّ الكريبتون غازاً سامّاً بحدِّ ذاته، ولكنّه قد يسبّب الاختناق. للكريبتون قدرة تخديرية تفوق الهواء بسبعة أضعاف، وقد يؤدّي استنشاق مزيجٌ من 50% كريبتون و50% هواء إلى التخدّر عند البشر، كما يحدث عند التخدّر بالنيتروجين؛ وقد يحدث ذلك في حالة التسريب الغازي، خاصّةً أنّ الكريبتون أكثف من الهواء.